# Lepturges breviceps
Lepturges breviceps es una especie de escarabajo longicornio del género Lepturges, categorizada en la tribu Acanthocinini, de la subfamilia Lamiinae. Fue descrita por White en 1855.

## Descripción
Mide 8,8 mm de longitud.

## Distribución
Se distribuye por Venezuela.